# Hamburgse derby
De Hamburgse derby is de bijnaam voor de wedstrijden tussen de twee professionele Duitse voetbalclubs uit Hamburg, HSV en FC St. Pauli. HSV is traditioneel veruit de grootste club van de twee en speelde tot 2018 altijd in de hoogste Duitse divisie. St. Pauli is vooral bekend als cultclub die een fanatieke, linkse achterban heeft.

## Geschiedenis
In de begindagen van het Hamburgse voetbal waren HSV en St. Pauli geen rivalen van elkaar. HSV-supporters gingen zelfs regelmatig bij St. Pauli kijken toen de twee clubs op verschillende dagen speelden.
Dit veranderde in de jaren 1980, toen gewelddadige en racistische voetbalsupporters hun intrede deden in Duitsland. HSV had regelmatig te maken met supporters die onder andere de Hitlergroet brachten in het stadion. De wijk waar St. Pauli speelde werd gedomineerd door een anarchistische krakerscultuur die zich verzette tegen fascisme en racisme. Veel supporters voelden zich niet thuis bij HSV en omarmden St. Pauli. Deze club profileerde zich daarna als zeer politiek actief aan de linkerkant van het politieke spectrum, waar HSV langzamerhand hun nazistische achterban wist te verwijderen maar ook geen sterk links of rechts standpunt innam. De derby werd vanaf dat moment zeer beladen omdat de anarchisten, krakers en punkers in het district St. Pauli van Hamburg zich vereenzelvigden met de gelijknamige voetbalclub. Door HSV-supporters wordt St. Pauli gezien als een extreemlinkse sekte die ten onrechte probeert politieke standpunten mee te nemen naar het voetbalstadion, waar deze niet thuishoren.
In 2024 werd St. Pauli kampioen van de Tweede Bundesliga en promoveerde naar de Eerste Bundesliga. HSV liep promotie mis waardoor er in het seizoen 2024-2025 geen Hamburgse derby gespeeld werd en St. Pauli voor het eerst in de geschiedenis op een hoger niveau speelde dan hun rivaal. In 2025 promoveerde HSV naar de Bundesliga en handhaafde St. Pauli zich, waardoor in het seizoen 2025-2026 de derby voor het eerst sinds 2011 weer op het hoogste niveau gespeeld zal worden. 

## Incidenten
De Hamburgse derby werd zelden gespeeld in het moderne profvoetbal. HSV was een topclub in de Eerste Bundesliga terwijl St. Pauli normaal gesproken niet veel verder kwam dan het 2e of 3e niveau van de Duitse voetbalpiramide. In 2010 promoveerde St. Pauli naar de Eerste Bundesliga waardoor een dubbele ontmoeting met HSV op de kalender stond. St. Pauli speelde 1-1 gelijk thuis tegen HSV maar won de uitwedstrijd met 1-0, in een seizoen waarin ze degradeerden. Na de overwinning bij HSV schopte de keeper van St. Pauli de cornervlag van HSV omver. De derby werd daarmee nog meer op scherp gezet.
In 2018 degradeerde HSV voor het eerst in de geschiedenis naar het 2e niveau van het Duitse voetbal, waar St. Pauli al jaren in verbleef. St. Pauli hield HSV in het Volksparkstadion op 0-0, maar verloor thuis met 0-4 van de stadsgenoten. Beide wedstrijden werden ontsierd door gewelddadige ontmoetingen tussen beide supportersgroepen op de Reeperbahn, de beroemde uitgaansstraat van Hamburg.
In het daaropvolgende seizoen won St. Pauli beide ontmoetingen met 2-0 waarbij wederom meerdere incidenten plaatsvonden. Bij de wedstrijd in het Volksparkstadion van HSV schopte St. Pauli-speler Leo Skiri Østigård de hoekvlag om, net zoals de St. Pauli-keeper in 2010 deed. HSV-supporters bestormden de Reeperbahn en moesten door de Duitse ME uiteen gedreven worden. St. Pauli-supporters vielen een hangar binnen waar ze HSV-supporters die vlaggen aan het maken waren aanvielen. HSV-supporters hingen een pop met een St. Pauli-shirt met een touw om zijn nek aan een beroemde brug in Hamburg. Alcoholverkoop werd verboden vanaf de avond voor de St. Pauli - HSV wedstrijd en 3000 politieagenten werden ingezet om ongeregeldheden te voorkomen.